# Pangasinan
Pangasinan är ett austronesiskt språk med omkring en och en halv miljon talare främst på västra Luzon i Filippinerna. Språket tillhör den nordfilippinska grenen av den austronesiska språkfamiljen. Språket skrivs med det latinska alfabetet.